# Gemerská Hôrka
Gemerská Hôrka (Hongaars: Özörény) is een Slowaakse gemeente in de regio Košice, en maakt deel uit van het district Rožňava.
Gemerská Hôrka telt 1.342 inwoners.